# A Walk Through Hell
A Walk Through Hell — серия комиксов, которую в 2018—2019 годах издавала компания AfterShock Comics.

## Синопсис
Главными героями серии являются агенты ФБР: зрелая Шоу и молодой азиат Макгрегор. Их новое расследование начинается на складе, где пропали их коллеги.

## Отзывы
На сайте-агрегаторе рецензий Comic Book Roundup серия имеет оценку 6,8 из 10 на основе 46 отзывов. Джошуа Дэвисон из Bleeding Cool, обозревая первый выпуск, похвалил художников. Джастин Патридж из Newsarama оценил дебют в 8 баллов из 10 и в целом остался доволен работой авторов. Ибрагим Аль Сабахи из «Канобу» отмечал, что «в комиксе хорошо раскрываются образы главных действующих лиц, каждый из которых имеет свои скелеты в шкафу».